# Man of the Forest (film 1926)
Man of the Forest è un film muto del 1926 diretto da John Waters che ha come interprete principale Jack Holt nel ruolo del protagonista.
La sceneggiatura si basa sul romanzo omonimo di Zane Grey che era già stato portato sullo schermo nel 1921 con un Man of the Forest diretto da Howard Hickman. Nel 1933, la Paramount ne produsse una versione sonora, sempre con il titolo Man of the Forest; il film, interpretato da Randolph Scott, Harry Carey e Noah Beery, fu diretto da Henry Hathaway.

## Trama
Clint Beasley sta tramando di rapire Nancy Raynor, al quale lo zio morente vuole lasciare il suo ranch: quando scopre la cosa, Milt Dale si prende gioco dei banditi portando con sé la ragazza nella sua capanna tra i monti. Nancy, che non lo conosce, però, diffida di lui e, minacciandolo con la pistola, lo fa arrestare. Dopo la morte dello zio, Nancy accetta le attenzioni di Beasley che la corteggia come un innamorato. Ben presto, però, lei comincia a sospettare delle vere intenzioni dell'uomo che, allora, la rapisce e la tiene prigioniera nel suo ranch. Dale, evaso dal carcere aiutato dal suo puma, uno degli animali selvatici che vivono con lui nei boschi, affronta Beasley che, nella lotta, muore. Nancy, finalmente, si rende conto dell'innocenza di Dale e ammette di amarlo.

## Produzione
Il film fu prodotto dalla Famous Players-Lasky Corporation

## Distribuzione
Distribuito dalla Paramount Pictures e presentato da Jesse L. Lasky e Adolph Zukor, uscì nelle sale cinematografiche USA il 27 dicembre 1926.
Non si conoscono copie ancora esistenti della pellicola che viene considerata presumibilmente perduta.